# 马藏拉拜
马藏拉拜（法語：Mazan-l'Abbaye，法語發音：[mazɑ̃ labei]）是法国阿尔代什省的一个市镇，属于拉让蒂耶尔区。

## 地理
马藏拉拜（44°43'41"N, 4°5'20"E）面积44.79 平方千米，位于法国奥弗涅-罗讷-阿尔卑斯大区阿尔代什省，该省份为法国东南部内陆省份，北起顺时针与卢瓦尔省、伊泽尔省、德龙省、沃克吕兹省、加尔省、洛泽尔省和上盧瓦爾省接壤。
与马藏拉拜接壤的市镇（或旧市镇、城区）包括：阿斯泰、巴尔纳斯、伊桑拉、拉纳斯、迈尔、勒鲁、圣西尔格昂蒙塔涅。

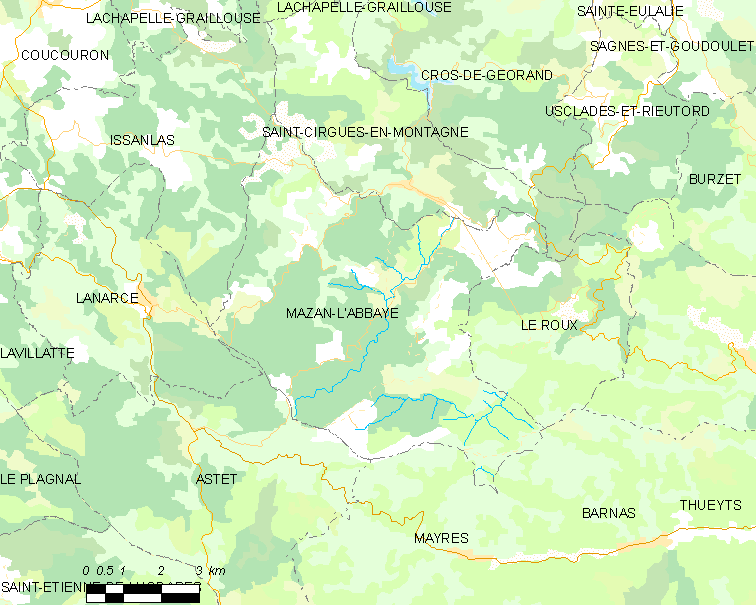
马藏拉拜的OSM定位图

马藏拉拜的时区为UTC+01:00、UTC+02:00（夏令时）。

## 行政
马藏拉拜的邮政编码为07510，INSEE市镇编码为07154。

## 政治
马藏拉拜所属的省级选区为上阿尔代什县。

## 人口

1962-2008年间马藏拉拜人口变化图示

马藏拉拜于2022年1月1日时的人口数量为124人。